# Lil Uzi Vert

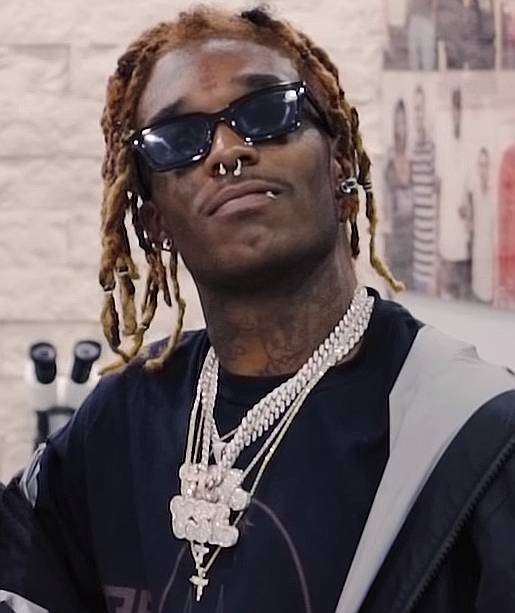
Lil Uzi Vert (2018)

Lil Uzi Vert (* 31. Juli 1995 in Philadelphia, Pennsylvania; bürgerlich Symere Woods) ist ein US-amerikanischer Rapper. Erste Erfolge in den USA konnte Woods 2016 mit den Singles Money Longer und You Was Right verzeichnen; beide wurden in den USA mit Doppelplatin ausgezeichnet. Mit der 2017 erschienenen Single XO Tour Llif3 erreichte Woods erstmals die internationalen Charts. Bei den Grammy Awards 2018 wurde Woods als bester neuer Künstler nominiert.

## Biografie
Woods begann 2016 mit den Singles Money Longer, You Was Right und Ps & Qs. Nach dem Song Money Longer wurde die Trennung von Woods und dessen Freundin Brittany Byrd bekannt gegeben. Diese Trennung behandelt Woods im Song XO TOUR Llif3, mit dem Woods erstmals international in den Charts vertreten war. 2016 veröffentlichte Woods zusammen mit Wiz Khalifa die Single Pull Up, die in den Vereinigten Staaten durchstartete. Woods Debütalbum Luv Is Rage 2 erschien am 25. August 2017 und erreichte Platz 1 der US-amerikanischen Billboard Hot 100. 2017 hatte Woods einen Gastauftritt bei den Migos mit der Single Bad and Boujee. 2017 kündigten Woods und Playboi Carti ein Kollaborationsalbum an mit dem Namen 16*29, das aber auch Mitte 2022 noch nicht erschienen ist. 2019 erschienen die Singles Sanguine Paradise, That’s A Rack und Futsal Shuffle 2020. Im März 2020 veröffentlichte Woods die Single That Way und nach der Ankündigung drei Jahre zuvor veröffentlichte Woods im März 2020 das Album Eternal Atake sowie das Album Lil Uzi Vert vs. the World 2 als Deluxe-Edition von Eternal Atake. Im November 2020 veröffentlichte Woods das Album Pluto x Baby Pluto zusammen mit dem Rapper Future, das Platz 2 der Billboard 200 erreichen konnte. Zudem erschien einige Tage später die Deluxe-Version des Albums. Im Dezember 2020 kündigte Woods in einem Instagram-Livestream zwei weitere Alben an, die noch im selben Jahr veröffentlicht werden sollten unter den Namen Forever Young und Luv Is Rage 3.
Am 29. Oktober 2021 veröffentlichte Woods die Single Demon High, welche voraussichtlich die Leadsingle ihres kommenden Albums Pink Tape sein wird, das sie ihren Fans seit Dezember 2020 ankündigte. Im April 2022 hatte Woods zwei Gastauftritte auf der Deluxe-Edition des Albums 2 Alivë des amerikanischen Rappers Yeat, wo Woods in den Songs Big Tonka und 3G zu hören war. Am 12. Juli 2022 kündigten sie dann an, dass sie vor der Veröffentlichung ihres dritten Studioalbums Pink Tape eine EP mit dem Titel Red & White herausbringen würden. Red & White wurde zehn Tage später veröffentlicht, wobei Woods im Vorfeld der Veröffentlichung der EP einige mit Spannung erwartete Tracks exklusiv auf SoundCloud herausbrachte. Im September 2022 arbeitete Woods erneut mit Yeat zusammen und trat als Featured Artist auf Yeats EP Lyfë auf, auf der sie den Eröffnungstrack der EP, Flawless, beisteuerten. Am 17. Oktober 2022 veröffentlichten sie eine neue Solo-Single, Just Wanna Rock.

## Persönliches
2019 versprach Lil Uzi Vert dem Politologie-Studenten Raheel Ahmad nach einer Begegnung in einer Mall die Studiengebühren für sein Bachelorstudium an der Temple University zu übernehmen. Die Entscheidung wurde zur viralen Anekdote innerhalb der Szene und Lil Uzi Verts Label überwies Ahmad bis zum Abschluss 20.000 US-Dollar. Ob er auch die nach seinem Abschluss ausstehenden 90.000 US-Dollar erhielt, ist unklar (Stand: Februar 2022).
Im Februar 2021 wurde bekannt, dass Woods sich einen zehnkarätigen rosa Diamanten im Wert von 24 Millionen Dollar in die Stirn hatte implantieren lassen. Im September desselben Jahres wurde der Diamant von einem Fan aus Woods Stirn gerissen, als Lil Uzi Vert bei einem Konzert crowdsurfte. Woods besitzt den Diamanten noch immer und erlitt keine schweren Verletzungen, hat den Diamanten inzwischen aber mit einem Piercing an derselben Stelle ersetzt.
Am 14. Juli 2022, dem Internationalen Tag der nichtbinären Menschen, änderte Woods auf dem eigenen Instagram-Account die Pronomen zu they/them, was auch von deutschsprachigen Presseberichten als Wechsel zu einer nichtbinären Geschlechtsidentität verstanden wurde.

## Diskografie
Studioalben

| Jahr | Titel Musiklabel                          | Höchstplatzierung, Gesamtwochen, AuszeichnungChartplatzierungen (Jahr, Titel, Musiklabel, Platzierungen, Wochen, Auszeichnungen, Anmerkungen) | Höchstplatzierung, Gesamtwochen, AuszeichnungChartplatzierungen (Jahr, Titel, Musiklabel, Platzierungen, Wochen, Auszeichnungen, Anmerkungen) | Höchstplatzierung, Gesamtwochen, AuszeichnungChartplatzierungen (Jahr, Titel, Musiklabel, Platzierungen, Wochen, Auszeichnungen, Anmerkungen) | Höchstplatzierung, Gesamtwochen, AuszeichnungChartplatzierungen (Jahr, Titel, Musiklabel, Platzierungen, Wochen, Auszeichnungen, Anmerkungen) | Höchstplatzierung, Gesamtwochen, AuszeichnungChartplatzierungen (Jahr, Titel, Musiklabel, Platzierungen, Wochen, Auszeichnungen, Anmerkungen) | Anmerkungen                                                 |
| Jahr | Titel Musiklabel                          | DE | AT | CH | UK | US | Anmerkungen                                                 |
| ---- | ----------------------------------------- | --- | --- | --- | --- | --- | ----------------------------------------------------------- |
| 2017 | Luv Is Rage 2 Generation Now • Atlantic   | DE80 (1 Wo.)DE | — | CH91 (1 Wo.)CH | UK14 Gold · (5 Wo.)UK | US1 ×5Fünffachplatin · (378 Wo.)US | Erstveröffentlichung: 25. August 2017 Verkäufe: + 5.215.000 |
| 2020 | Eternal Atake Generation Now • Atlantic   | DE26 (4 Wo.)DE | AT3 (3 Wo.)AT | CH7 (5 Wo.)CH | UK3 Gold · (11 Wo.)UK | US1 ×3Dreifachplatin · (169 Wo.)US | Erstveröffentlichung: 6. März 2020 Verkäufe: + 3.345.000    |
| 2023 | Pink Tape Generation Now • Atlantic       | DE13 (4 Wo.)DE | AT4 (2 Wo.)AT | CH3 (3 Wo.)CH | UK7 (3 Wo.)UK | US1 Platin · (31 Wo.)US | Erstveröffentlichung: 30. Juni 2023 Verkäufe: + 1.080.000   |
| 2024 | Eternal Atake 2 Generation Now • Atlantic | DE99 (1 Wo.)DE | AT27 (1 Wo.)AT | CH11 (1 Wo.)CH | UK47 (1 Wo.)UK | US3 (… Wo.)US | Erstveröffentlichung: 1. November 2024                      |